# Mbatakapidu
Mbatakapidu is een bestuurslaag in het regentschap Oost-Soemba van de provincie Oost-Nusa Tenggara, Indonesië. Mbatakapidu telt 1656 inwoners (volkstelling 2010).